# Abbaye d'Inkamana
L'abbaye d'Inkamana, en forme longue abbaye du Sacré-Cœur d'Inkamana, est une abbaye bénédictine située dans le bourg de Vryheid, province du KwaZulu-Natal, en Afrique du Sud, dans le diocèse d'Eshowe (en). Elle appartient à la Congrégation des bénédictins missionnaires de Sainte-Odile.

## Histoire
L'abbaye a été érigée en tant que mission le 3 août 1922, après que la Congrégation des bénédictins de Sainte-Odile a reçu l'autorisation d'exercer une activité missionnaire dans l'ancien Vicariat apostolique de Natal. La mission était dirigée par le vicaire apostolique Thomas Spreiter (en), qui travaillait en Afrique orientale allemande depuis 1900. Avec l'aide des sœurs bénédictines de Tutzing, un lycée fut construit, où Thomas Spreiter enseignait le catéchisme. Un bâtiment monastique nouvellement construit est achevé en 1949 et une église est consacrée en 1953. Le 21 juin 1968, la mission est élevée au rang de prieuré conventuel et le 25 février elle est érigée en abbaye.